# 昆河線
昆河線（こんがせん）は、中国雲南省昆明市の昆明北駅から同省河口ヤオ族自治県河口駅までを結ぶ全長469kmのメーターゲージの鉄道路線である。旧称は滇越鉄道（てんえつてつどう）。また、支線として昆石線および昆小線がある。

## 概要
1910年3月31日に「滇越鉄道」として昆明・ハノイ間が開通した。総延長855Km、高度差1,807m、橋梁・トンネル総数3,422の難工事路線であった。工事には6万人が従事し、開通までに12,000人が死亡している。1966年まで、この鉄道が唯一雲南省外へと通じる鉄道であった。雲南省は国内と鉄道で結ばれていないのに、国外とは鉄道で結ばれていたため、当時の雲南十八怪の一つに数えられていた。
2019年現在、一部貨物を除き中国国内唯一のメーターゲージ（線路の幅が1,000 mm = 1 m）の路線であり、昆明市北部の昆明北駅が始発。
沿線は紅河（ソンコイ川）とその支流の南渓河の渓谷であり、風光明媚。
かつては旅客列車が運行しており、毎週2便ラオカイ（老街）の国境を越え、ベトナム鉄道のハノイ・ラオカイ線（河老線）を経由してハノイまでの直通列車があった。しかし、沿線の崩落の危険性などのため、2003年より貨物運行のみとなっている。2017年末から、雲南省開遠市とベトナムのハイフォンを結ぶ貨物列車が運行されている。

## 接続路線
- 昆明北駅：昆石線・昆明軌道交通2号線
- 黒土凹駅：昆小線・環城線（廃止）
- 草壩駅：草官線
- 碧色寨駅：箇碧石鉄道（1962年までに接続廃止）
- 河口駅：ベトナム国鉄ハノイ・ラオカイ線（河老線）

## 沿革
- 1898年4月 - インドシナ銀行が同路線を滇越鉄道（滇は雲南省、越はベトナム）の滇部分として測量を開始する。
- 1903年 - 建設が着工される。
- 1905年 - 滇越鉄道のベトナム側（越部分 389 km）が開通する。
- 1910年1月 - 滇越鉄道が全線開通する。建設費は1億6550万フランと言われている。
- 1940年～1942年 - 日中戦争時期、国民政府は日本軍が同鉄道に沿って進軍し、中国奥地まで侵入されることを恐れ、碧色寨～河口間を破壊する。
- 1957年 - 復旧工事が終了する。
- 1979年 - 中越戦争発生により、両国を結ぶ国際列車も運休となる。
- 1996年 - 国際列車の運行が再開される。
- 2003年6月1日 - 昆明北～王家営を除き、旅客列車が運休となる。
- 2014年 - 昆玉河線の開通に伴い、河口駅から河口北駅を接続する部分がメーターゲージから標準軌に改軌される。

## 支線
昆河線には、以下のメーターゲージの支線がある。
- 昆石支線 … かつての滇緬線。昆明北駅から西に向かい、麻園駅を経由して石砠駅に通じる12.9Kmの支線。
- 昆小支線 … かつての叙昆線。昆河線の黒土凹駅で分岐し、小石壩駅に至る支線。
- 蒙宝支線 … かつての箇碧石鉄道。昆河線の草壩駅で分岐し、蒙自駅および宝秀駅に至る支線。